# Atherigona vibrissana
Atherigona vibrissana är en tvåvingeart som beskrevs av Deeming 1971. Atherigona vibrissana ingår i släktet Atherigona och familjen husflugor.
Artens utbredningsområde är Nigeria. Inga underarter finns listade i Catalogue of Life.